# راسم کارا
راسم کارا (انگلیسی: Rasim Kara؛ زادهٔ ۱۰ ژوئن ۱۹۵۰) بازیکن فوتبال اهل ترکیه است.
از باشگاه‌هایی که در آن بازی کرده‌است می‌توان به باشگاه فوتبال بشیکتاش و باشگاه فوتبال بورسااسپور اشاره کرد.
وی همچنین در تیم ملی فوتبال ترکیه بازی کرده‌است.